# Nieuw-Zeelandse visserij

Bodemkaart rond Nieuw-Zeeland

Zoals bij andere landen heeft Nieuw-Zeeland een exclusieve economische zone van 200 nautische mijl wat de nationale visserij speciale rechten oplevert. Deze zone strekt zich uit over 4,1 miljoen vierkante kilometer. Dit is veertien keer de oppervlakte van Nieuw-Zeeland en de zesde grootste zone ter wereld.
Deze zone heeft een rijke en ongewoon complexe onderwatertopografie. In deze wateren zijn meer dan 15.000 maritieme soorten gekend, zo'n 10 procent van de wereldwijde diversiteit. Veel van deze soorten zijn migrerende vissoorten, maar de isolatie van Nieuw-Zeeland zorgt ervoor dat veel van deze maritieme soorten uniek zijn voor Nieuw-Zeeland.

## Statistieken
De Nieuw-Zeelandse visserij heeft in het visjaar 2006/07 441.000 ton gevangen wat meer dan NZ$ 1 miljard aan export opleverde. De aquacultuur van mosselen, zalmen en oesters leverde nog eens NZ$ 226 miljoen op. Dit zorgt er voor dat vis en zeevruchten de vijfde grootste export is van het land.
In de Nieuw-Zeelandse visgebieden is er ongeveer twee ton vis per inwoner. Iets minder dan tien procent van deze hoeveelheid wordt elk jaar gevist. In het visjaar 2006/07, waren er 1316 commerciële  vissersschepen en 299 visverwerkende bedrijven en handelaars die 7155 mensen tewerkstelden. Ongeveer 1,2 miljoen of 31 procent van de Nieuw-Zeelandse bevolking doet al dan niet occasioneel aan recreationele visserij. Wat jaarlijks zo'n 25.000 ton oplevert.

## Historische evolutie
Traditioneel was de Nieuw-Zeelandse visserij een activiteit die vooral aan de kust plaats vond. Van 1938 tot 1963 was er een systeem die aan de hand van licenties vismateriaal en visgebieden controleerde. Begin de jaren 1960 werden de gebieden buiten de toen territoriale wateren (deze bedroegen op dat ogenblik 12 nautische mijl) ontgonnen door Japanse, Taiwanese, Zuid-Koreaanse en Soviet slepervisser.
In 1977 werd de exclusieve economische zone van 200 nautische mijl opgetrokken. Deze werd gecreëerd omdat landen zich wilden beschermen tegen buitenlandse vissersschepen. Omdat de Chathameilanden en andere kleinere eilanden behoren tot het grondgebied van Nieuw-Zeeland is de exclusieve economische zone 4,1 miljoen vierkante kilometer. De zesdegrootste van de wereld. Dit is een reusachtig gebied en de verwachtingen waren groot. De visgebieden aan de kust waren leeggevist en de zoektocht naar gebieden verder in zee was gestart. Nieuw-Zeelandse bedrijven werkten samen met buitenlandse bedrijven. Bemanning van buitenlandse schepen leerden Nieuw-Zeelanders hoe te vissen in diepere wateren om in ruil een deel van de vangst te krijgen.

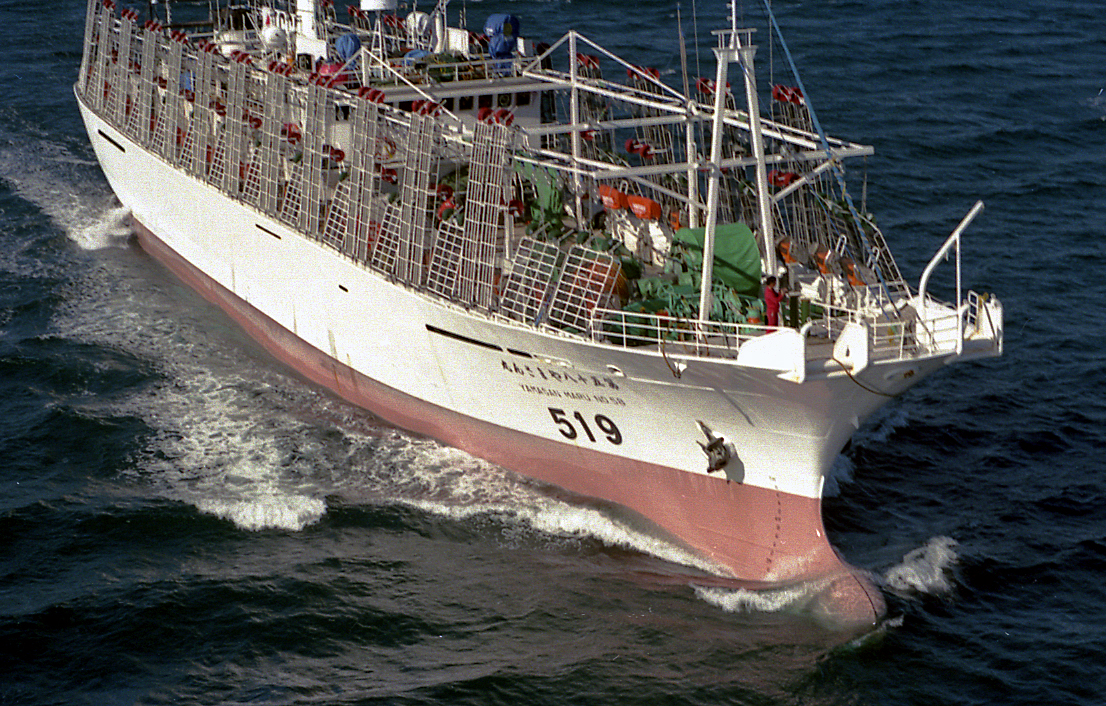
Inktvis Visser in Cook Strait

Tegen 1980 werden de gevolgen van het "denk groot"-beleid van de visindustrie zeer duidelijk. Mel Courtney, parlementslid voor het electoraat Nelson (Nieuw-Zeeland) en voorzitter van de subcommissie voor productie en marketing van de visserijen van de oppositie, in de bewering dat "het beleid uit elkaar valt", drukte het standpunt van velen uit. "De industrie breidde zodanig snel uit dat het overgekapitaliseerd werd met te veel boten... de kleinere kustschepen breidden uit en gingen mee in het avontuur belastingvrije schepen oefenden nog meer druk uit".
Diepzeesleepvisserij is zwaar gemechaniseerd en zeer grote investeringen zijn nodig om deze moderne visserijfabrieken te kunnen gebruiken. Deze schepen verwerken aan boord alles wat gevangen wordt. Alle residu van hoofd tot ingewanden worden verwerkt in het vismeel, het is zo kostbaar dat het is gekend als het "bruine goud". Elders zijn grote visserijen zoals de Atlantische Noord-Westelijke kabeljauwvisserij ten onder gegaan. Visserijbedrijven in Nieuw-Zeeland slaagden erin om deze schepen goedkoop te kopen of te huren. Tegelijkertijd, als gevolg van de ondergang van noordelijke visserijen, kwam er een grote vraag op de wereldmarkt voor witvis. Naar oki en keizerbaars uit Nieuw-Zeeland was er veel vraag.
In 1986 introduceerde Nieuw-Zeeland als eerste een systeem om individuele visquota op te leggen, gebaseerd op eigendomsrechten. Het zogenaamde Quota Management System (QMS). In 2008 waren er 129 soorten die commercieel geviseerd waren. Er zijn een zestigtal soorten met een QMS-toelage voor de Maori-vissers, en met een zelfde getal voor recreationele vissers. De visserij wordt beheerd door het visserijdecreet van 1996, wat regels en regulaties uiteenzet. De QMS werd uitgevoerd door de minister van visserij tot April 2012, dat toen werd overgedragen tot het ministerie van primaire industrie.

## De visserij in de jaren 2000
Tegen 2000 was de industrie geëvolueerd van een huiselijke leverancier tot een exporteur die meer dan 90 procent van de vangst exporteert.

## Visgebieden

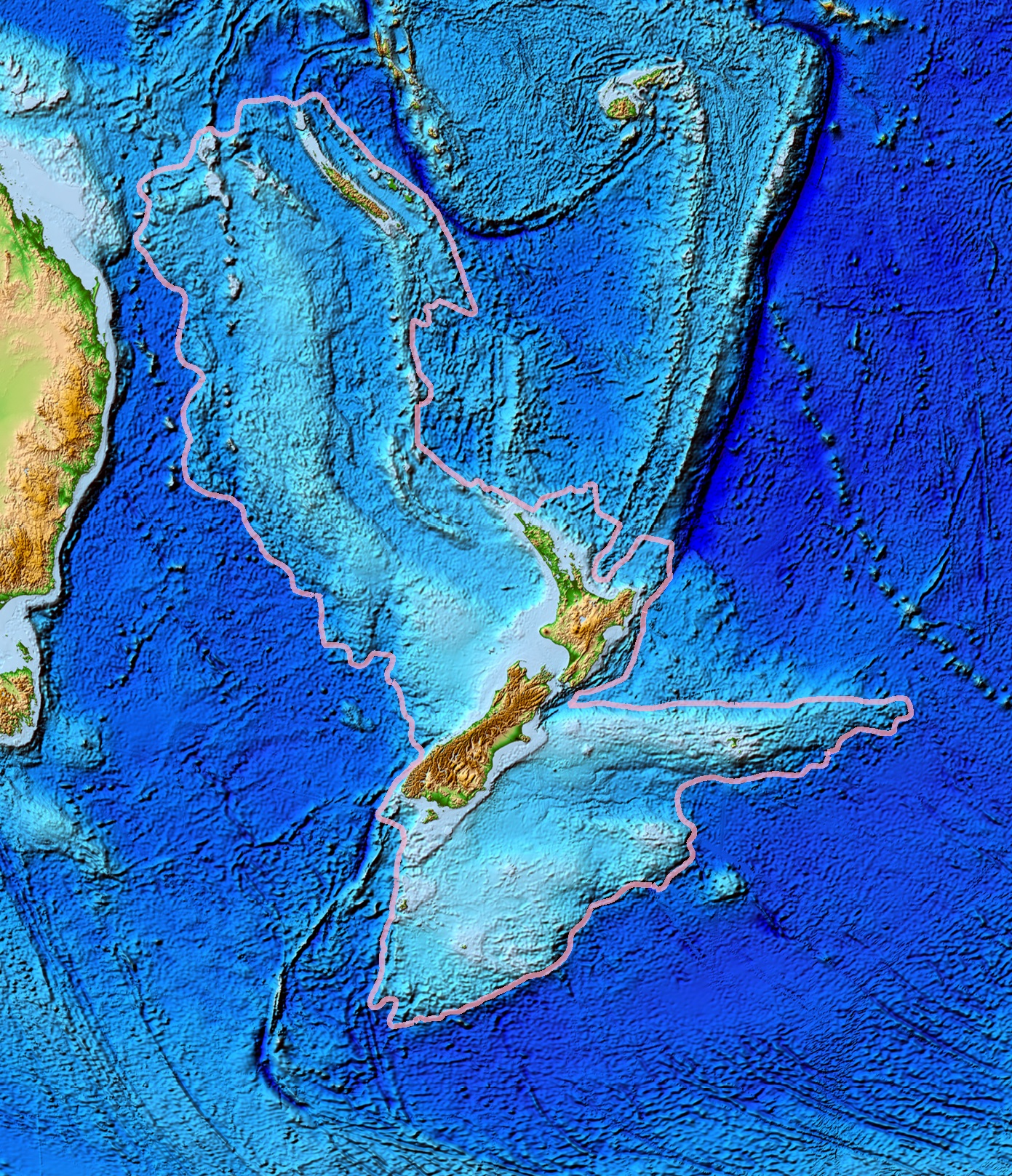
Nieuw-Zeeland is omringd door een ongewoon complexe onderwatertopografie

Estuaria liggen verspreid over Nieuw-Zeelands 15.000 kilometer lange kustlijn. Kustvisserijen hebben toegang tot een grote continentale plaat, en verder weg liggen er grote continentale hellingen. Samen bezetten deze relatief ondiepe visgebieden ongeveer dertig procent van de exclusieve economische zone. Nochtans liggen dieper in de oceaan onderzeese bergketens en vulkanen, en diepe troggen. De 10.000 meter diepe Kermadectrog is de tweede diepste op Aarde.

### Visserij in internationale wateren
De internationale wateren zijn de gebieden van de oceaan die niet bedekt zijn door een lands "Exclusieve Economische Zone". Nieuw-Zeeland heeft internationale verplichtingen om ervoor te zorgen dat de schepen onder de Nieuw-Zeelandse vlag een goede conservatie en management van de visvangst in de internationale wateren niet in de weg staan. Aan deze verplichtingen wordt voldaan in deel 6A van het visserijdecreet uit 1996. Ze worden opgelegd door het VN-zeerechtverdrag en het wederzijdse visbestand van 1995.

## Rol van de Māori
Het verdrag van Waitangi garandeerde de Maori, de  inheemse bevolking van Nieuw-Zeeland, "onverstoord bezit" van de visserij tot zij dit recht opgeven aan de koning. Ze zijn voorzien van een welgesteld deel in de commerciële visserij dankzij het verdrag. Nadat het systeem van de visquota werd ingevoerd, kocht de overheid tien procent van het quota-aandeel en gaven het aan de commissie van het verdrag van Waitangi als baat voor de Maori. In 1992 regelde de overheid een cashregeling voor de Maori, hiermee kochten ze een half deel van Sealord, het grootste visserijbedrijf van het land. Als extra, gaf de overheid twintig procent van de visquota van nieuwe soorten die in het quotasysteem werden opgenomen, en het equivalent van twintig procent van alle visgebieden rond de kust en havens van Nieuw-Zeeland. In 2004, keurde het parlement een toewijzing van extra visserijdelen aan de iwi. De Ohu Kai Moana maken deel uit van deze toewijzing. Maori hebben hun economische invloed zodanig uitgebreid dat ze dertig procent van de commerciële visserij in handen hebben.